# Olifant (czołg)
Olifant – czołg podstawowy Armii Południowoafrykańskiej zbudowany na bazie brytyjskiego czołgu Centurion.
Południowoafrykańska wojna graniczna spowodowała konieczność modernizacji używanego do tej pory w Południowej Afryce czołgu Centurion, przestarzałego i nieskutecznego wobec używanego przez Angolczyków radzieckiego T-55. Modernizacja polegała głównie na przystosowaniu wozu do afrykańskiego terenu walki. Wyprodukowano około 250 sztuk.

## Wersje
- Semel (1974) – posiadała silnik o mocy 810 KM z bezpośrednim wtryskiem paliwa (w miejsce układu gaźnikowego) oraz trójbiegową, półautomatyczną skrzynię biegów.
- Olifant Mk 1 (1978) – moc silnika zmniejszono do 750 KM, zachowując przy tym półautomatyczną skrzynię biegów. Wydłużono przy tym kadłub, bo nowa jednostka napędowa się nie mieściła. Zwiększono pojemność zbiorników paliwa, przez co zwiększył się zasięg czołgu. Starą armatę kalibru 88,4 mm zastąpiono nowszą 105 mm, którą uzupełniały dwa karabiny maszynowe kal. 7,62 mm. Jeden z nich sprzężono z armatą, drugi został umieszczony na stropie wieży obok włazu dowódcy.
- Olifant Mk 1A (1985) – zachowano oryginalny, pochodzący z brytyjskiego Centuriona system kierowania ogniem, lecz uzupełniono go o ręczny dalmierz laserowy, urządzenie przeszukiwania pola walki oraz wzmacniacz obrazu dla celowniczego.
- Olifant Mk 1B (1991) – wydłużono kadłub, zastosowano zawieszenie na drążkach skrętnych, a wieżę i najważniejsze części konstrukcji pokryto dodatkowymi płytami pancerza. W miejsce silnika benzynowego wprowadzono 12-cylindrowy wysokoprężny silnik widlasty o mocy 960 KM. Ponadto skomputeryzowano system kierowania ogniem i zastosowano automatyczne laserowe urządzenie przeszukiwania pola walki.
- Olifant Mk 2 – posiada zmodyfikowaną wieżę oraz nowy, w pełni skomputeryzowany, system kierowania ogniem. Czołg w takiej wersji może być wyposażony w armatę gwintowaną kalibru 105 mm, lub alternatywnie w armatę o gładkim przewodzie lufy kalibru 120 mm.